# Uganda nos Jogos Olímpicos de Verão de 2008
A Uganda competiu nos Jogos Olímpicos de Verão de 2008, em Pequim, na China. A delegação do país foi composta por onze atletas, competindo em quatro esportes.

## Desempenho

### Atletismo
| Abraham Chepkirwok        | 800 m masculino                 | 1:43.72  | 1 Q |  |  | 1:49.16     | 7           | Não avançou | Não avançou |             |             |
| Benjamin Kiplagat         | 3000 m com obstáculos masculino | 8:20.22  | 4 Q |  |  |             |             | 8:20.27     | 9           |             |             |
| Moses Kipsiro             | 5000 m masculino                | 13:46.58 | 2 Q |  |  |             |             | 13:10.56    | 4           |             |             |
| Geoffrey Kusuro           | 5000 m masculino                | 13:50.50 | 11  |  |  |             |             | Não avançou | Não avançou | Não avançou | Não avançou |
| Alex Malinga              | Maratona masculina              |          |     |  |  |             |             | 2h18:26     | 31          |             |             |
| Boniface Kiprop Toroitich | 10000 m masculino               |          |     |  |  |             |             | 27:27.28    | 10          |             |             |
| Justine Bayiga            | 400 m feminino                  | 54.15    | 7   |  |  | Não avançou | Não avançou | Não avançou | Não avançou |             |             |

### Badminton
| Atleta        | Prova             | Ronda dos 64           | Ronda dos 32               | Ronda dos 16           | Quartos-finais         | Semifinais             | Final                  | Final       |             |
| Atleta        | Prova             | Adversário e resultado | Adversário e resultado     | Adversário e resultado | Adversário e resultado | Adversário e resultado | Adversário e resultado | Pos.        |             |
| ------------- | ----------------- | ---------------------- | -------------------------- | ---------------------- | ---------------------- | ---------------------- | ---------------------- | ----------- | ----------- |
| Edwin Ekiring | Simples masculino |                        | KOR Park S. H. D 5-21 8-21 | Não avançou            | Não avançou            | Não avançou            | Não avançou            | Não avançou | Não avançou |

### Boxe
| Atleta        | Prova              | Ronda dos 32           | Ronda dos 16           | Quartos-finais         | Semifinais             | Final                  |
| Atleta        | Prova              | Adversário e resultado | Adversário e resultado | Adversário e resultado | Adversário e resultado | Adversário e resultado |
| ------------- | ------------------ | ---------------------- | ---------------------- | ---------------------- | ---------------------- | ---------------------- |
| Ronald Serugo | Peso mosca-ligeiro | MGL P. Serdamba D 5-9  | Não avançou            | Não avançou            | Não avançou            | Não avançou            |

### Natação
| Atleta         | Prova                | Eliminatórias | Eliminatórias | Semifinal   | Semifinal   | Final       | Final       |
| Atleta         | Prova                | Tempo         | Pos.          | Tempo       | Pos.        | Tempo       | Pos.        |
| -------------- | -------------------- | ------------- | ------------- | ----------- | ----------- | ----------- | ----------- |
| Gilbert Kaburu | 50 m livre masculino | 27.72         | 82            | Não avançou | Não avançou | Não avançou | Não avançou |
| Aya Nakitanda  | 50 m livre feminino  | 29.38         | 66            | Não avançou | Não avançou | Não avançou | Não avançou |